# Ranajit Guha
Ranajit Guha (* 23. Mai 1923 in Siddhakati bei Barishal, heute Bangladesch; † 28. April 2023 in Purkersdorf, Österreich) war ein indischer marxistischer Historiker. Im Westen wurde er zunächst als führendes Mitglied der Subaltern Studies Group bekannt. In den 1960er Jahren emigrierte er aus Indien nach Großbritannien. Sein Buch Elementary Aspects of Peasant Insurgency in Colonial India gilt allgemein als Klassiker.

## Leben
Guhas Vater war Grundbesitzer und Rechtsanwalt. Sein Großvater, ein gebildeter Steuerbeamter, lehrte ihn Bengalisch, Sanskrit und Englisch. Guha studierte am renommierten Presidency College in Kolkata. In dieser Zeit wurde er Marxist und Mitglied der Kommunistischen Partei Indiens (CPI). Er war Schüler von Sushoban Sarkar; ihm und N. Sinha ist A Rule of Property for Bengal. An Essay on the Idea of Permanent Settlement (1963) gewidmet (Archivarbeit).
1946 erwarb er den Masterabschluss an der University of Calcutta. Die Jahre 1946–1952 waren durch intensives politisches Engagement geprägt. Kurzfristig arbeitete er an der Parteizeitung Swadhinata. 1947 reiste er als Delegierter zum Treffen der World Federation of Democratic Youth nach Paris. Er unternahm mehrjährige Reisen in Europa, kehrte 1953 nach Kolkata zurück, arbeitete kurzfristig in den Keshoram Cotton Mills, kehrte aber zur akademischen Tätigkeit zurück, unterrichtete an verschiedenen Colleges, arbeitete in Archiven und weiterhin für die CPI. 1956 trat er aus Protest gegen den Einmarsch der Sowjetunion in Ungarn aus der CPI aus.
1958/59 wurde Guha Mitglied der neu gegründeten historischen Abteilung an der Jadavpur University unter der Leitung von Sushoban Sarkar. 1959 bis 1980 lehrte Guha in England, zunächst an der Universität Manchester, später als Lektor an der School of African and Asian Studies an der Sussex University. 1970/71 hielt er sich zu einem Forschungsurlaub in Indien auf, hatte Kontakte mit maoistischen Studenten und begann, Bauernaufstände zu erforschen, statt ein bereits beauftragtes Buch über Gandhi zu schreiben. Erste Ergebnisse wurden in der radikalen Zeitschrift Frontier, später im Journal of Peasant Studies veröffentlicht.
Aus Diskussionen mit jüngeren Historikern über das koloniale Indien Ende der 1970er Jahre gingen die Subaltern Studies hervor. 1982 erschien statt der ursprünglich geplanten Zeitschrift der erste Band in Delhi, 1983 seine Elementary Aspects of Peasant Insurgency in Colonial India in Delhi. 1988 gab Guha zusammen mit Gayatri Chakravorty Spivak die Selected Subaltern Studies heraus. Die Anthologie mit einem Vorwort von Edward Said erlangte internationale Aufmerksamkeit. Seit den späten 1980er Jahren war Guha Senior Research Fellow in Canberra. 1989 zog sich Guha aus Altersgründen von der Herausgeberschaft der Subaltern Studies zurück.
1996 erschien Dominance without Hegemony. History and Power in Colonial India, eine tiefgreifende Kritik der Geschichtsschreibung über Indien während und nach der Kolonialzeit. Das Buch beruht auf drei Essays, die mit dem Projekt der Subaltern Studies verbunden sind, und ist seinen „Mitarbeitern beim Subaltern Studies Projekt 1974–1989“ gewidmet. 1997 gab Guha einen zweiten Auswahlband heraus, Subaltern Studies Reader, 1986–1995.
2001 wurde er Gastprofessor am Institut für Wirtschafts- und Sozialgeschichte der Universität Wien. 2002 erschien History at the Limit of World-History.
Guha lebte zuletzt in Purkersdorf am Rande des Wienerwalds, wo er kurz vor seinem 100. Geburtstag starb.

## Werke

### A Rule of Property for Bengal. An Essay on the Idea of Permanent Settlement(1963)
Guhas erstes großes Buch war der Vorgeschichte des Permanent Settlement, einer umfassenden Regelung der Landbesteuerung durch die Engländer, gewidmet. Durch seine Gründlichkeit gewann Guha Reputation bei den Spezialisten der indischen Geschichte.

### Subaltern Studies
Ranajit Guhas Vorwort zum ersten Band der Subaltern Studies beginnt:
„Ziel der vorliegenden Sammlung von Aufsätzen, der ersten einer geplanten Reihe, ist der Anstoß einer systematischen und informierten Diskussion über Themen der Subalternität im Rahmen südasiatischer Studien, und damit eine Hilfe zur Korrektur des elitär ausgerichteten Charakters vieler Forschung und akademischer Arbeit in diesem Gebiet. Das Wort subaltern im Titel steht für die Bedeutung, wie sie das Concise Oxford Dictionary gibt, also ‚von niedrigem Rang‘. Es wird auf diesen Seiten als Name für das allgemeine Attribut der Unterordnung in der südasiatischen Gesellschaft verwendet, ob sie sich nun in den Begriffen von Klasse, Rasse, Kaste, Alter, Geschlecht, Amt oder in anderer Weise ausdrückt.“
Das Wort subaltern scheint hier in einer sehr allgemeinen Bedeutung gebraucht: Subaltern ist jeder, der nicht zur Elite gehört. So scheint die Gesellschaft nur in zwei Teile zu zerfallen, eine schlichte Einteilung, die allen marxistischen Bemühungen um eine differenzierte Klassenanalyse, mehr noch aber den differenzierten Beschreibungen der Schichten und Kasten Indiens durch die Soziologie widerspricht.
Guha und seinen Mitarbeitern geht es aber weder um eine soziologische Klassifikation noch primär um die Beschreibung des Verhältnisses der Akteure zu den Produktionsmitteln, obwohl dies für Marxisten immer eine Rolle spielt, sondern darum, den Unterschied zwischen zwei Bereichen politischen Handelns in den Blick zu bekommen. Nur wenn es gelingt, „the politics of the people“ (S. 4) als einen eigenständigen Handlungsbereich auszuweisen, werde die Stimme der Subalternen vernehmbar: „Die Stimme, lange unbeachtet von denen, die in der zugemauerten Stadt institutioneller Politik und akademischer Wissenschaft lebten, schallte heraus aus den Tiefen einer autonomen Parallelwelt, in die der elitäre Nationalismus nur teilweise eingedrungen war.“ Die koloniale und nachkoloniale Gesellschaft Indiens ist für die Autoren der Subaltern Studies von einer tiefen sozialen und kulturellen Kluft geprägt, deren politische und historische Implikationen von der herrschenden Geschichtsschreibung ignoriert wurden.
Guha zufolge wurde ein Teil der Geschichte für das Ganze ausgegeben, die Auseinandersetzung zwischen den der indischen Bourgeoisie entstammenden und ihre Interessen vertretenden Führern der Nationalisten und den Briten als der freedom struggle dargestellt. Es spielt dabei für die Subaltern Studies kaum eine Rolle, ob die bürgerlichen Führer der Nationalisten als glühende idealistische Patrioten oder als frustrierte Postenjäger porträtiert werden – in jedem Fall gelte der elitären Geschichtsschreibung die Masse als bloßes Material, das von den Führern begeistert ist, oder – wenn sie unabhängig von ihnen handele – zu irrationalen Gewaltausbrüchen neige.
Dabei steht Guha in mancher Beziehung dem leninistischen Verständnis der Massen nahe, nach der die Arbeiter von selbst kein revolutionäres Bewusstsein entwickeln und deshalb der Führung durch eine straff organisierte Kaderpartei bedürfen. Was Lenin über die Arbeiter sagt, behauptet Guha ähnlich von den Bauern. Weil die Arbeiterklasse noch zu schwach war, warteten die peasants vergeblich: „Im Ergebnis warteten viele Bauernaufstände in dieser Zeit, obwohl manche durchaus einen großen Umfang und ein starkes antikolonialistischen Bewusstsein hatten, umsonst auf eine Führung, die sie aus der lokalen Begrenzung in eine nationale antiimperialistische Kampagne hätte führen können.“

### Dominance without Hegemony. History and Power in Colonial India
Schon in seinem ersten Buch setzte sich Guha kritisch mit der herrschenden Geschichtsschreibung über Indien auseinander. Das große Buch über die Bauernaufstände und die Subaltern Studies waren der Versuch, der eliteorientierten Geschichtsschreibung etwas entgegenzusetzen, Geschichte also anders zu schreiben. In Dominance without Hegemony forderte Guha seine Kollegen zur Rechenschaft auf darüber, wie die Geschichtsschreibung selbst in die beschriebenen Verhältnisse verwickelt ist: Die Grundbedingungen einer Kritik der Geschichtsschreibung Indiens habe vom besonderen Charakter der Macht Englands auszugehen. Guha näherte sich damit der Foucaultschen Thematik der Verschränkung von Wissen und Macht.

### History at the Limit of World-History (2002)
Guhas letztes Buch war im Wesentlichen eine Auseinandersetzung mit dem Begriff der Weltgeschichte bei Hegel sowie eine Konfrontation des gewöhnlichen historiographischen Diskurses mit den Erkenntnismöglichkeiten eines poetischen Diskurses (Rabindranath Thakur).

## Theoretischer Hintergrund
Guha blieb immer Marxist. Unter allen marxistischen Theoretikern beeinflusste ihn Antonio Gramsci am stärksten. Guhas Lehrer Sushoban Sarkar hatte schon sehr früh – Ende der 1950er Jahre – begonnen, mit seinen Studenten Gramsci zu diskutieren. In den 1960er Jahren wurde Gramsci dann intensiv in der britischen Zeitschrift New Left Review besprochen. Entscheidend für die Rezeption in der englischsprachigen Welt wurden die Selections from the Prison Notebooks. Gramsci wurde in den 1970er Jahren breit diskutiert, vor allem von Marxisten, die eine enge ökonomistische Interpretation der Geschichte ablehnten. Hier finden sich in Kapitel 3 die „Notes on Italian History“, auf die sich Guha im Vorwort zu Subaltern Studies 1 direkt bezieht: „Natürlich werden wir vergeblich darauf hoffen, dass der Umfang der Beiträge zu dieser Serie auch nur entfernt dem sechsteiligen Projekt entspricht, das Antonio Gramsci für seine Notes on Italian History (S. 44–122)  ins Auge fasste“. Gramsci nennt:
1. „die objektive Herausbildung der subalternen Gruppen durch Entwicklungen und Transformationen, die sich in der Sphäre der ökonomischen Produktion vollziehen; ihre quantitative Verbreitung und ihre Ursprünge in früher existierenden sozialen Gruppen, deren Mentalität, Ideologie und Ziele sie für einige Zeit bewahren;
2. ihre aktive oder passive Zugehörigkeit zu der dominierenden politischen Formation, ihre Versuche, die Programme dieser Formation zu beeinflussen, um ihre eigenen Ansprüche durchzusetzen, und die Konsequenzen aus diesen Versuchen, soweit sie den Prozess des Auseinanderfallens, der Erneuerung und der Neuformierung dieser Formationen betreffen;
3. die Geburt neuer Parteien in den dominierenden Gruppen, die dazu bestimmt sind, die Zustimmung der subalternen Gruppen und die Kontrolle über sie zu bewahren;
4. die Formationen, die die subalternen Gruppen selbst hervorbringen, um begrenzte und partielle Forderungen durchzusetzen;
5. die neuen Formationen, die die Autonomie der subalternen Gruppen behaupten - dies aber innerhalb der alten Ordnung;
6. die Formationen, die deren integrale Autonomie behaupten…“[10]

Generell betont Gramsci stärker als Guha die ideologische Abhängigkeit der subalternen Gruppen von den dominierenden Gruppen. Guhas Hegemonie ähnelt der „intellektuellen und moralischen Führung“, von der Gramsci spricht. Die Kriterien der Definition sind jedoch andere: Guha geht es um die Mittel der Herrschaft – wenn eher Überredung (persuasion) als offene Gewalt (coercion) angewendet wird, spricht Guha von Hegemonie. Gramsci hingegen ist vor allem wichtig, auf welche Gruppe sich die herrschende Gruppe bezieht: „A social group dominates antagonistic groups, which it tends to „liquidate“, or to subjugate perhaps even by armed force; it leads kindred and allied groups.“